# Живојин Лазић (политичар)
Живојин Жика Лазић (Сврачковци, 12. фебруар 1876 — Монтреал, 7. новембар 1958) био је српски политичар. Био је први бан Вардарске бановине (1929–1932) и Министар унутрашњих послова Краљевине Југославије (1932–1934).

## Биографија
Рођен је 1876. у Сврачковцима, недалеко од Горњег Милановца у породици која потиче од кнеза Рудничке нахије Јована Лазића, знаменитог устаника из Првог и Другог српског устанка.
Завршио је Правни факултет Београдског универзитета. Специјализовао се у области националне безбедности у Немачкој, Италији и Аустроугарској. У државну службу ступио је 1901. године, а по избијању Првог светског рата био је задужен за организацију евакуације краља Петра I у Албанију и Француску.
Од 1919. до 1921. године био је начелник одељења Јавне безбедности Министарства унутрашњих послова. У септембру 1923. године ствара Удружење против бугарских бандита, организацију чији је циљ био да спречи подршку становништва ВМРО. Председник владе Љубомир Давидовић отворено изражава неслагање са Лазићевом одлуком да се на чело организације поставе Стојан Мишев и Григор Циклев, на шта је Лазић одговорио да „није нашао бољи механизам од међусобног истребљивања бивших и садашњих бугарских комита”.
Године 1923. предводио је југословенску делегацију на конференцији која је довела до потписивања Нишког споразума. Затим је именован за заменика министра унутрашњих послова. 1927. године учествује као јавни тужилац у Скопском студентском процесу против личности ММТРО. 13. јула 1928. године, по наређењу Ивана Михајлова, терориста ВМРО Иван Момчилов извршава неуспешан атентат на Жику Лазића. Момчилов улази у његов кабинет у Београду, покушава да га упуца у главу, и затим извршава самоубиство. 1929. године Жика Лазић постаје бан Вардарске бановине са седиштем у Скопљу. Улази у руководство Соколске жупе „Краљевић Марко” и „Народне одбране”. У периоду од 2. јула 1932. до 20. децембра 1934. године био је Министар унутрашњих дела/послова, у влади Југословенске националне странке. Лазић се затим повукао из политичког живота и настанио на својој фарми.
На крају Другог светског рата, Лазић напушта Југославију и одлази преко океана. Преминуо је у Монтреалу 1958. године где је и сахрањен.

## Приватни живот
Био је ожењен Зором (рођ. Паранос) која је преминула у Монтреалу 22. маја 1962. године у 70. години. Имали су два сина (Александра и Милана).